# Cal Salat (Estaràs)
Cal Salat és una masia del poble de Gàver, al municipi d'Estaràs inclosa en l'Inventari del Patrimoni Arquitectònic de Catalunya.

## Descripció

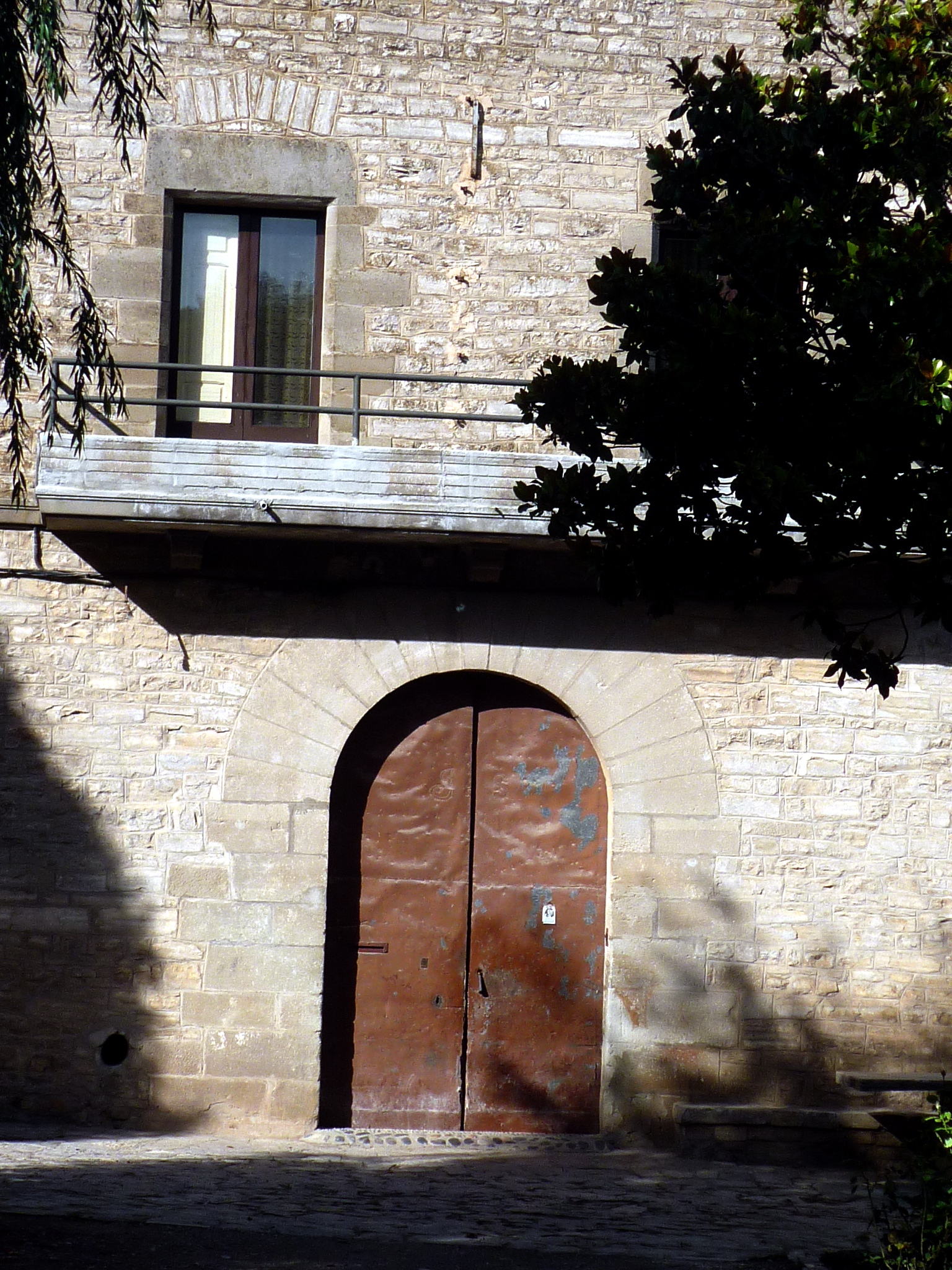
Portal

Mas situat a l'altre costat de la carretera LV- 1005 de Sant Guim de Freixenet a Estaràs, davant del poble de Gàver i fora del nucli del poble. L'edifici se'ns presenta voltat de coberts i dependències d'ús agrícola i ramader, originàriament de planta rectangular, estructurada a partir de planta baixa, primer pis i golfes, ràfec de teula i maó que ressegueix tot el perímetre i coberta exterior a doble vessant. Posteriorment s'adossa un altre edifici pel seu costat dret, on destaquen unes espitlleres situades a la part superior.
A la façana principal hi ha la porta d'accés d'arc de mig punt adovellat i a ambdós costats se situa una finestra emmarcada amb grans carreus, característica comuna en totes les obertures de l'edifici. Per damunt se situa una triple balconada, sustentada per unes mènsules motllurades. Finalment, trobem quatre finestres amb ampit. L'edifici presenta un parament paredat, amb carreus situats als angles de les façanes, així com ja hem dit, en les estructures de les obertures.

## Història
L'edifici se situa al costat d'on neix el riu Sió i segons el seu propietari, l'edifici que s'adossa al primitiu pel costat dret correspondria a un antic molí, però no hi ha cap referència documental al respecte.